# Nezumia micronychodon
Nezumia micronychodon es una especie de pez de la familia Macrouridae en el orden de los Gadiformes.

## Morfología
• Los machos pueden llegar alcanzar los 34 cm de longitud total.

## Alimentación
Los ejemplares adultos del noroeste de África se nutren principalmente de poliquetos (al menos, el 90% de su dieta) y de una amplia gama de pequeños crustáceos , mientras que los individuos más pequeños comen  copépodo  Aetidopsis carinata .

## Hábitat
Es un pez de aguas profundas que vive entre 366-1.620 m de profundidad aunque normalmente lo hace entre 500 a 600 m.

## Distribución geográfica
Se encuentra desde el Sahara Occidental hasta Angola.